# Helen Ward (cantante)
Helen Ward (19 de septiembre de 1913 - 21 de abril de 1998) fue una cantante estadounidense de jazz. Figuró en transmisiones de radio con WOR y WNYC, además de haber trabajado como música sesionista en la última radioemisora. En 1979, un periodista del New York Times la llamó «la reina del swing».

## Primeros años
Ward provenía de una familia musical y nació en Nueva York. Cuando era estudiante de secundaria, cantó con algunas bandas, como la de Eddy Duchin. De niña estudió piano, antes de iniciarse con el canto. A los 17 años trabajó con el violinista Enric Madriguera.

## Carrera
Ward comenzó a cantar con Benny Goodman en 1934, cuando ya tenía dos años de experiencia como cantante profesional. Billy Rose escuchó su audición para Goodman y le pidió que participe en el programa de radio Let's Dance.
Ward se casó con el impresario Alfred Marx, quien, en 1938, hizo que se grabara el concierto de Goodman en Carnegie Hall como un recuerdo para ella. Esta grabación se lanzó como un long play doble a través de Columbia Records en 1950, bajo el título The Famous 1938 Carnegie Hall Jazz Concert. Durante la década de 1940, Ward trabajó con las bandas de Hal McIntyre y Harry James; también fue productora de radio para WMGM entre 1946 y 1947.
Cuando su matrimonio con Marx terminó, Ward se casó con el ingeniero de sonido William Savory, que era parte del equipo que inventó el long play. Ward siguió haciendo trabajos de estudio y también colaboró brevemente con Peanuts Hucko. También hizo giras ocasionales con Goodman en la década de 1950, pero se retiró efectivamente en los 60. Entre fines de los 70 y principios de los 80 regresó a los escenarios por un tiempo corto; volvió a cantar en clubes de Nueva York en 1979. En 1981 lanzó su último álbum, The Helen Ward Song Book Vol. I. 
Además de con Marx y Savory, Ward se casó con Daniel Murphy y Walter Newton.

## Discografía
- It's Been So Long (Columbia, 1953)
- With a Little Bit of Swing con Peanuts Hucko (RCA Victor, 1958)
- The Queen of Big Band Swing  (ASV/Living Era, 1998)
- The Complete Helen Ward on Columbia (Collector's Choice, 2000)

Con Benny Goodman
- 1960 Swing, Swing, Swing
- 1987 Sing, Sing, Sing (Bluebird)
- 1992 Stompin' at the Savoy (Bluebird)
- 1994 Don't Be That Way
- 1995 Benny Goodman and His Great Vocalists
- 1997 The Complete RCA Victor Small Group Recordings (RCA Victor, 1935–39)

Con Teddy Wilson
- 1994 His Piano and His Orchestra (ASV/Living Era)
- 1996 1939–1941
- 1997 1942–1945

Con otros
- 1990 The Hoagy Carmichael Songbook, Hoagy Carmichael (RCA)
- 1996 Stardust Melodies, Hoagy Carmichael
- 1991 Early Hamp (1929–1938), Lionel Hampton
- 1992 Live from the Blue Gardens, Red Norvo
- 1994 Bandstand Memories: 1938 to 1948, Harry James
- 1994 1935–1938, Gene Krupa
- 1995 1933–1941, Joe Sullivan
- 1995 Heckler's Hop, Roy Eldridge
- 1995 Song Is Harold Arlen, Harold Arlen
- 1996 The Old Music Master, Johnny Mercer